# Augstberg
Der Augstberg (von althochdeutsch ouwist „Schafherde“) auf der Schwäbischen Alb ist eine Erhebung im Landkreis Reutlingen in Baden-Württemberg. Mit 848,1 m ü. NHN bildet die bewaldete, aus Riffkalken des Weißjuras (Kimmeridgium) bestehende Kuppe die zweithöchste Erhebung des Stadtgebiets von Trochtelfingen. Er befindet sich etwa 1,5 km südlich von Steinhilben, einem östlichen Ortsteil von Trochtelfingen.

## Augstbergturm

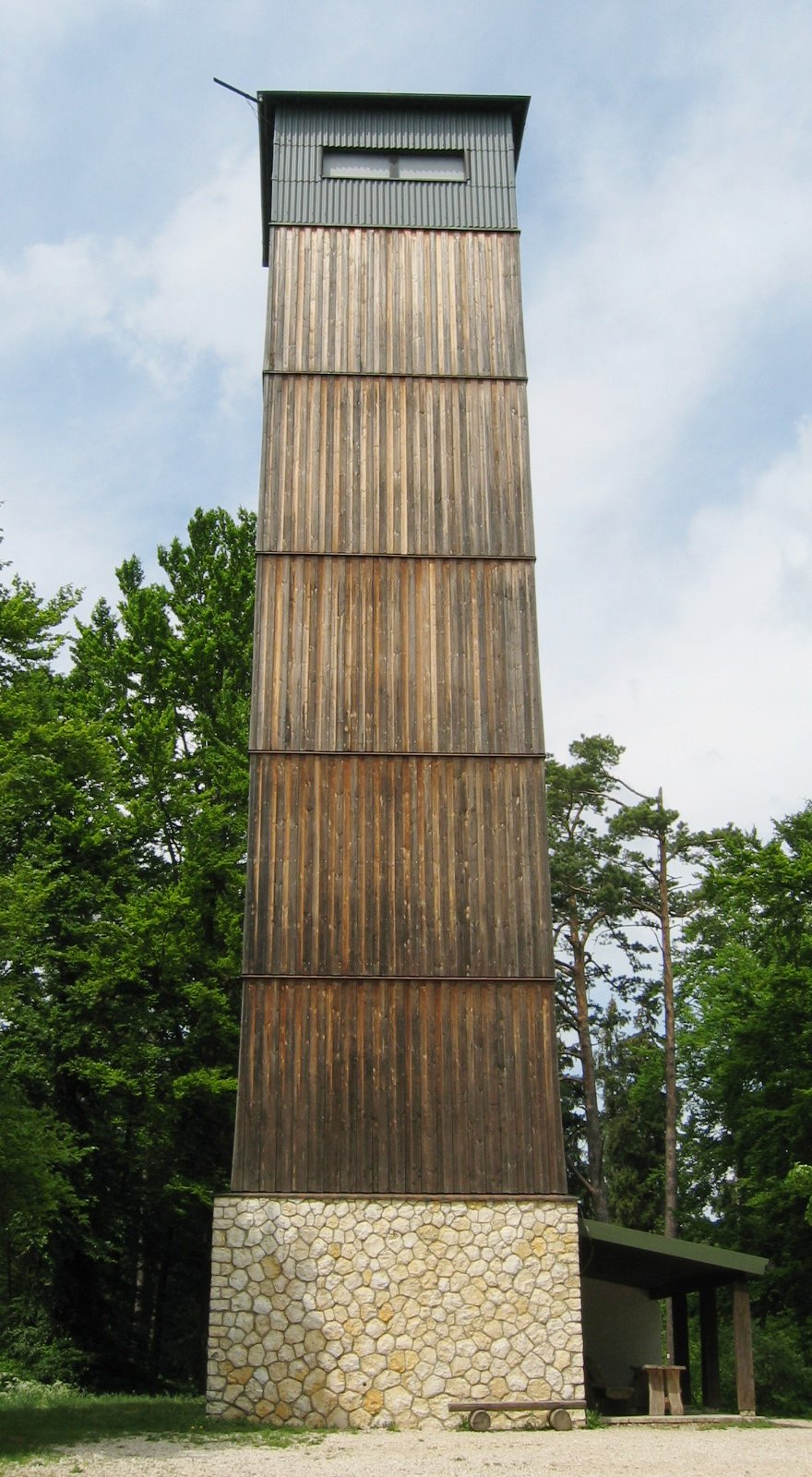
Augstbergturm

Auf dem Augstberggipfel steht der Augstbergturm, ein 30 Meter hoher Aussichtsturm des Schwäbischen Albvereins. Ein 1894 an dieser Stelle errichtetes, 15 Meter hohes hölzernes Aussichtsgerüst wurde 1898 durch ein Unwetter beschädigt, daraufhin verstärkt und auf 22 Meter erhöht. 1910 brachte ein Herbststurm das Gerüst zum Einsturz. Der heutige Turm, eine siebengeschossige Holzkonstruktion auf Stahlbetonfundament, wurde im Mai 1963 eingeweiht. Er ist täglich geöffnet.
Der Gegensatz zwischen Kuppen- und Flächenalb prägt die Rundsicht. Die Grenze der beiden Landschaften, die Klifflinie des Molassemeers, verläuft rund drei Kilometer südlich des Augstbergs. Nach Norden überblickt man das Hügelhochland der Reutlinger und Münsinger Alb. Im Südwesten sind die Höhen beidseits des Laucherttals zu sehen, im Südosten die zur Donau abfallende Zwiefalter Alb. Bei guter Fernsicht erscheinen im Süden die Alpen vom Karwendel bis zum Berner Oberland.